# Liopholidophis baderi
Espèce
Liopholidophis baderi est une espèce de serpents de la famille des Lamprophiidae. 

## Répartition
Cette espèce est endémique de Madagascar.

## Étymologie
Cette espèce est nommée en l'honneur de Frank Bader.

## Publication originale
- Glaw, Kucharzewski, Nagy, Hawlitschek & Vences : New insights into the systematics and molecular phylogeny of the Malagasy snake genus Liopholidophis suggest at least one rapid reversal of extreme sexual dimorphism in tail length. Organisms Diversity & Evolution.